# Ульріка Столгаммар
Ульріка Елеонора Столгаммар (швед. Ulrika Eleonora Stålhammar, відома під чоловічим ім'ям Vilhelm Edstedt; 1683—1733) — шведська військовослужбовиця, капрал, кросдресерка та лесбійка.

## Життєпис
Ульріка Столгаммар народилася 1683 року в містечку Svenarum в родині підполковника Йогана Столгаммара (Johan Stålhammar, 1653—1711) та Анни Лоод (Anna Brita Lood). Мала п'ятьох сестер: Елізабет Катаріна (1680—1730), Брита Христина (1689—1749), Марія Софія (1690—1766), Густавіана Маргарета (1691-?) і Анна Брита (1696—1756). Ульріка була й племінницею військового — Джона Столгаммара (1659—1708). Пізніше, розповідаючи про своє дитинство, зазначала, що вона завжди більше думала про чоловічу роботу, ніж про жіночі справи. Після смерті батьків їх майно було втрачене і вона з жалем спостерігала, як сестри вступають у шлюб, що не приносить їм щастя, вирішивши уникнути цієї долі.
Столгаммар довго шукала можливість вступити на військову службу, заробляючи на життя різними способами, в тому числі хатньою робітницею в сім'ї губернатора округу Mannerborg (нині місто Турку у Фінляндії) і військового діяча Каспера Йогана Берча (Casper Johan Berch).
У жовтні 1715 року, переодягнувшись у чоловічий одяг і взявши ім'я Vilhelm Edstedt, в Кальмарі вона завербувалася в армію і служила капралом артилерії в гарнізоні цього міста з 1716 по 1726 роки. 
Напередодні Нового 1716 року Столгаммар заручилася зі служницею Марією Ленман (Maria Löhnman) і одружилася з нею 15 квітня цього ж року.
Ульріка Столгаммар пішла з армії, отримавши листа від своєї сестри Катаріни, яка дізналася її таємницю і дорікнула за такі дії. Вона повернулася до сім'ї і попрохала допомоги у вдови дядька — Софії Дрейк. Вирушивши до Данії, Столгаммар написала лист шведській владі про прощення за свій вчинок: переодягання жінок в чоловічий одяг і гомосексуальний шлюб на той час каралися смертною карою.
Апеляційний суд міста Göta постановив, що шлюб порушив порядок природи, але жінки не отримали суворого покарання: Ульріка Столгаммар відбула місяць ув'язнення, а Марія Ленман — восьмиденне. У пом'якшенні вироку посприяла також Софія Дрейк. Вийшовши на свободу, Ульріка оселилася і жила у родичів в містечку Hultsjö; Марія Ленман стала домогосподаркою і жила у Софії Дрейк до своєї смерті в 1761 році.
Померла Ульріка Столгаммар 16 лютого 1733 року в місті Björnskog.

## У літературі
Ульріка Столгаммар є героїнею книги Колібріни Сандстрьом (Colibrine Sandström) «Ulrica Eleonora Karl XII: s Amazon», а також п'єси, поставленої Calmare Gycklare у 2005 році.